# Путредени (Бакау)
Путредени (рум. Putredeni) насеље је у Румунији у округу Бакау у општини Главанешти. Oпштина се налази на надморској висини од 137 m.

## Становништво
Према подацима из 2002. године у насељу је живело 138 становника, од којих су сви румунске националности.